# Danny Ware
Danny Ware (født 18. februar 1985 i Rockmart, Georgia, USA) er en amerikansk footballspiller (running back), der pt. er free agent. Han har tidligere spillet i NFL for henholdsvis Tampa Bay Buccaneers og New York Giants.
Ware var en del af det New York Giants-hold, der i 2008 overraskende vandt Super Bowl XLII efter sejr over New England Patriots. 

## Klubber
- New York Giants (2007–2011)
- Tampa Bay Buccaneers (2012)